# ДеАндре Єдлін
ДеАндре Єдлін (англ. DeAndre Yedlin, нар. 9 липня 1993, Сіетл) — американський футболіст, захисник клубу «Інтер» (Маямі) та національної збірної США.

## Клубна кар'єра
Народився 9 липня 1993 року в місті Сіетл.
У дорослому футболі дебютував 2013 року виступами за команду клубу «Сіетл Саундерз», кольори якої захищав два сезони. З 2014 до 2021 року виступав в Англії, де грав за клуби «Тоттенгем Готспур», «Сандерленд» та «Ньюкасл Юнайтед».
Взимку 2021 приєднався до складу турецького «Галатасарая», підписавши з клубом 2,5-річний контракт.

## Виступи за збірні
2013 року залучався до складу молодіжної збірної США. На молодіжному рівні зіграв у 4 офіційних матчах.
2014 року дебютував в офіційних матчах у складі національної збірної США. Наразі провів у формі головної команди країни 73 матчі.
У травні 2014 року включений головним тренером збірної США Юргеном Клінсманном до заявки національної команди для участі у чемпіонаті світу 2014.

## Досягнення

### Клубні
«Сіетл Саундерс»
- Чемпіон Відкритого кубка США: 2014
- Володар Supporters' Shield: 2014

 «Ньюкасл Юнайтед»
- Переможець Чемпіоншипу: 2016–17

### Збірні
- Переможець Ліги націй КОНКАКАФ: 2021

### Особисті
- Молодий футболіст року в США: 2014
- У збірній всіх зірок MLS: 2013[3], 2014[4]